# Bad Trip Boys
Bad Trip Boys – debiutancki album zespołu NOT, wydany w 2001 roku nakładem niemieckiej wytwórni Noiseworks Records i wznowiony w 2007 roku przez 2-47 Records. Do polskiej reedycji albumu dodano drugą płytę, EPkę Łódź.

## Spis utworów
1. "Piano" - 3:46
2. "Topf und Söhne" - 3:57
3. "Tivoli" - 3:41
4. "Litzmannstadt" - 3:33
5. "Ciotka" - 3:57
6. "Tv" - 3:15
7. "Świnie w kosmosie" - 2:25
8. "Scandalli" - 3:58
9. "Zły" - 3:00
10. "Piosenka"
11. "Hey la la la"
12. "Przyszłość"

### Łodź EP
1. "Łódź (radio edit)"
2. "Łódź (album version)"
3. "Łódź (ul. Dzieci Łodzi Remix by Egoist)"
4. "Łódź (99 bus Robert Tuta version)"
5. "Łódź (chew-z remix)"
6. "Łódź (Sudenes remix)"
7. "Tv (Methadone remix)"
8. "Scandalii (Methadone remix)"
9. "Łódź (Piotrkowska Abstynent mix Produced by Dzabi"